# Station Saint-Quentin-en-Yvelines - Montigny-le-Bretonneux
Saint-Quentin-en-Yvelines - Montigny-le-Bretonneux is een spoorwegstation aan de spoorlijn Paris-Montparnasse - Brest. Het ligt in de Franse gemeente Montigny-le-Bretonneux in het departement Yvelines (Île-de-France).

## Geschiedenis
Het station werd in 1975 geopend ter ontsluiting van de Ville nouvelle Saint-Quentin-en-Yvelines. Sinds zijn opening is het eigendom van de Société nationale des chemins de fer français (SNCF).

## Ligging
Het station ligt op kilometerpunt 23,989 van de spoorlijn Paris-Montparnasse - Brest.

## Diensten
Het station wordt aangedaan door treinen van de RER C tussen dit station en Saint-Martin-d'Étampes, treinen van Transilien lijn N tussen Paris-Montparnasse en Rambouillet en treinen van Transilien lijn U tussen La Défense en La Verrière.

## Vorige en volgende stations
| Richting          | Vorig station  | Lijn    | Volgend station | Richting                  |
| ----------------- | -------------- | ------- | --------------- | ------------------------- |
| Eindbestemming C7 | Eindbestemming | RER C   | Saint-Cyr       | Saint-Martin-d'Étampes C6 |
| Rambouillet       | Trappes        | Trans N | Saint-Cyr       | Paris-Montparnasse        |
| La Verrière       | Trappes        | Trans U | Saint-Cyr       | La Défense                |